# アントニオ・ルッソロ
アントニオ・ルッソロ（Antonio Russolo, 1877年 - 1942年）は、イタリア未来派の作曲家。より著名な画家・作曲家・音楽理論家のルイージの兄。アントニオが1921年に作成した録音は、現存する数少ないイントナルモーリの音源となっている。アントニオの《コラールとセレナータ》（Corale - Serenata）は、伝統的な管弦楽曲ではあるが、複数の騒音楽器を伴奏に使っている。

## 来歴

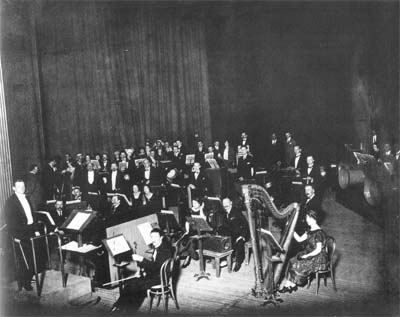
イントナルモーリと管弦楽による演奏風景

ルッソロの父親は、ピアノやオルガンの調律師だった。父親を通して音楽を習ったルッソロは、兄のジョバンニとともに、ミラノ音楽院の試験に合格した。 
1913年から1920年代にかけて、一連のイントナルモーリを製作。そのうち1つを用いた最初の演奏会を、1913年にミラノで行なった結果、敵意に満ちた反撥を惹き起こした。 その後の試作品は、ラヴェルやヴァレーズ、ストラヴィンスキー、ミヨーらの共感を誘った。
イントナルモーリの響きについては、ルッソロが以下の6つのカテゴリーに分けている。即ち、
- 轟音、爆発音、衝突音、破砕音（炸裂音）、衝撃音（破裂音）
- 口笛、ヒス、鼻息
- 囁き、呟き、口篭り、ぼやき
- キーキー音、ガタガタ音、衣擦れの音、ブンブン音、ポキっと折れる音、軋み
- 鋼鉄、木材、皮、石材、石膏を打つことによって得られる雑音
- 金切り声、絶叫、呻き声、悲鳴、怒号、笑い声、喘ぎ声、啜り泣き

## 音源
- アントニオ・ルッソロ《コラールとセレナータ》CD“Musica Futurista: The Art of Noises and on Futurism & Dada Reviewed”
- （Ubu.com archiveのMP3オーディオ・ファイル。Corale, Serenata （1924年）